# Coromines (Moià)
Coromines és una masia del municipi de Moià, a la comarca catalana del Moianès. És a prop i al nord-oest de la vila de Moià, a migdia de la masia de Pedrissa i al sud-oest de Caselles, just al nord del Turó de Sant Andreu, on hi ja el Castell de Clarà i l'església de Sant Andreu de Clarà (Moià).